# Herbert Masuch
Herbert Masuch (* 26. Dezember 1929 in Fürstenwalde, Ostpreußen) ist ein deutscher Evangelist, Buchautor und Dichter und Sänger evangelikaler Lieder. Er war Stadtmissionar und lebt (2009) im niedersächsischen Scheeßel.

## Leben
Herbert Masuch studierte von 1954 bis 1958 am Theologischen Seminar St. Chrischona. Danach arbeitete er bei der Essener Stadtmission und wechselte 1963 als Evangelist zur Deutschen Zeltmission, wo er rund 30 Jahre – häufig mit seiner Ehefrau Gretel – im In- und Ausland tätig war. Er verantwortet das christus-portal.de.
In den 1990er Jahren versuchte er, den Brückenschlag zwischen Pietisten und Charismatikern voranzutreiben. Mehrere Jahre war er Vorsitzender der AG für Gemeinde-Bibel-Unterricht (GBU). Als Mitglied der Partei Bibeltreuer Christen (PBC) war er Vorsitzender dessen Bundes-Schiedsgerichtes. Mit seiner Frau Gretel ist er seit 1964 verheiratet. Das Paar hat drei Kinder.

## Veröffentlichungen
- Das völlige Heil in Jesus Christus
- Pflüget ein Neues
- Werte-Orientierung. Für Christsein in Familie, Beruf, Gesellschaft und Politik
- So machten sie es. Das Erfolgsgeheimnis dynamischer Christen
- Praxisbuch Gemeindearbeit. So wirds gemacht!, Hänssler, Neuhausen 1987, ISBN 978-3-7751-1217-8.
- Charismatisch, pro und contra? Ein offenes Wort zur lähmenden Kontroverse

Lieder
Für die folgenden Lieder hat Herbert Masuch, sofern nicht anders angegeben, die Texte geschrieben.
- Du gehst deinen Weg
- Es gibt ein Wort (Laß die kleinen Dinge, nimm dir Zeit)
- Freuet euch und singet laut
- Freund, vernimm doch die Kunde
- Immer auf Gott zu vertrauen
- Jesus ist ein mächtiger Heiland
- Sein Nam' heißt Wunderbar
- Sorget nicht für euer Leben (auch Melodie)
- Weißt du, warum Gott den Sohn uns gab?
- Wenn du Jesus kennst (Halt einmal still, sprich mit dem Herrn)
- Wer will ein Streiter Christi sein
- Wir woll'n in Deutschland den Heiland verkünden